# 永乐店清真寺
永乐店清真寺，位于北京市通州区永乐店镇永三村134号，是一座伊斯兰教清真寺。

## 简介
永乐店清真寺始建于明朝，清朝重修。
该寺建筑为东向一进院落，主要建筑有：
- 山门：文革期间拆除。20世纪末修复。
- 礼拜殿：面阔三间，大式作法，勾连搭二卷，硬山简瓦。前面为敞厅，有帘架。窑殿一间，庑殿顶。二垂脊前端砌有砖雕宝瓶折枝花三件，以代替小兽。
- 南、北讲堂：文革期间拆除。20世纪末修复。[1][2]